# Konsulat PRL w Rostocku
Konsulat PRL w Rostocku (Konsulat der VRP in Rostock, Konsulat der Polen in Rostock) – niedziałająca obecnie polska placówka konsularna w tym mieście. 
Urząd mieścił się w Rostocku przy Stephanstrasse 7 (1973–1981, 1984–1992).

## Kierownicy konsulatu
- 1979–1981 – Antoni Przygoński, konsul generalny
- 1985–1987 – gen. bryg. Norbert Michta, konsul generalny
- od 1988 – Marian Rauszer, konsul generalny